# Чумаков (хутір)
Чумаков (рос. Чумаков; адиг. Чумаков) — хутір Красногвардійського району Адигеї Росії. Входить до складу Красногвардійського сільського поселення.
Населення — 72 особи (2015 рік).